# Lajas Pueblo (Lajas)
Lajas es un barrio-pueblo ubicado en el municipio de Lajas en el Estado Libre Asociado de Puerto Rico. En el Censo de 2010 tenía una población de 564 habitantes y una densidad poblacional de 3.402,53 personas por km².

## Geografía
Lajas se encuentra ubicado en las coordenadas 18°2′57″N 67°3′35″O / 18.04917, -67.05972. Según la Oficina del Censo de los Estados Unidos, Lajas tiene una superficie total de 0.17 km², que corresponden a tierra firme.

## Demografía
Según el censo de 2010, había 564 personas residiendo en Lajas. La densidad de población era de 3.402,53 hab./km². De los 564 habitantes, Lajas estaba compuesto por el 79.43% blancos, el 3.01% eran afroamericanos, el 1.42% eran asiáticos, el 15.96% eran de otras razas y el 0.18% pertenecían a dos o más razas. Del total de la población el 98.4% eran hispanos o latinos de cualquier raza.